# Заря (платформа)
Заря́ — остановочный пункт Горьковского направления Московской железной дороги в одноимённом микрорайоне города Балашиха Московской области.
Находится в 28 км от Курского вокзала.
Время движения от Курского вокзала до платформы — от 32 до 54 минут.

## Изменения в названии
На момент открытия в 1995 году неофициально называлась Заря по бывшему военному посёлку, в котором располагается. Официальное название по документам РЖД оставалось прежним — 30 км. С 1 января 2018 года название Заря выведено из употребления согласно распоряжениям городского округа Балашиха и АО «РЖД», а в течение новогодних каникул 2018 года была произведена перепрошивка автоинформаторов электропоездов ТЧ-4 МСК. 22 мая 2018 года платформе было возвращено название Заря

## Инфраструктура
Остановочный пункт состоит из двух платформ, соединённых только настилом через пути. В июле 2010 года на платформе «от Москвы» установлен навес. Микрорайон Заря расположен к северу от платформы, на его границах находятся недействующие контрольно-пропускные пункты, в зданиях которых располагаются ЧОП «Мангуст», сигнализация. Контрольно-пропускной режим отменён в 2007 году.